# Radiestezie

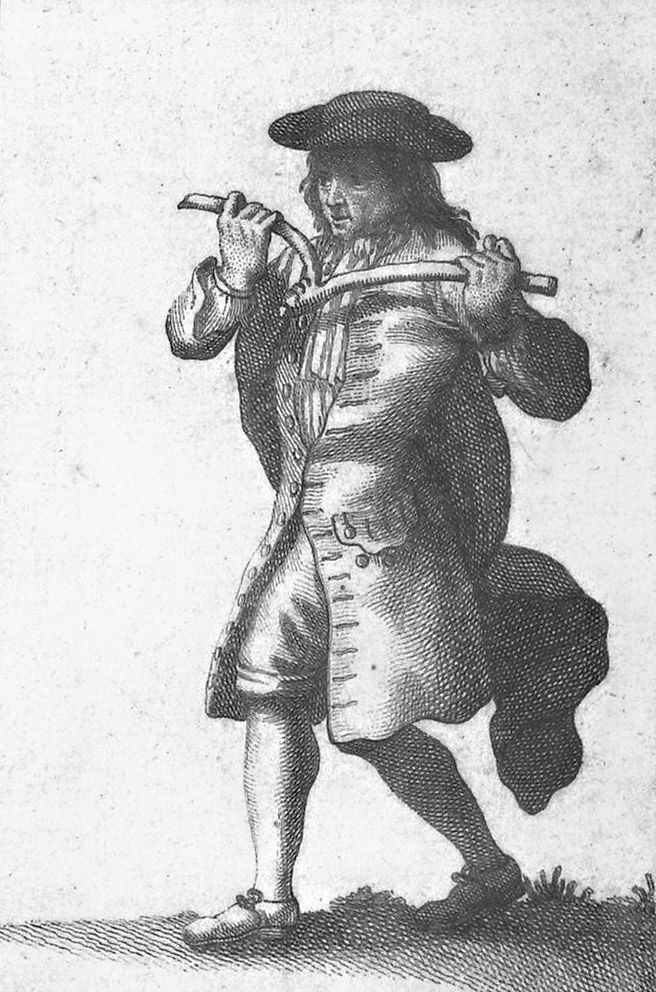
Practicarea radiesteziei în Franța, secolul al XVIII-lea.

Radiestezia este pretinsa facultate a corpului uman de a percepe radiațiile electromagnetice neluminoase și neinfraroșii. Etimologia cuvântului provine din limba latină radios = radiații și greacă esthesia = sensibilitate. Radiestezia pretinde că permite găsirea de surse de apă subterană, zăcăminte de metale, țiței, pietre prețioase, obiecte ascunse, precum și a anomaliilor biologice și/sau patogene ale scoarței terestre cu ajutorul unor instrumente de formă specială, fie din lemn (de alun la vechii fântânari), fie din metal (sârmă de cupru, oțel, argint). Persoana care practică radiestezia se numește operator radiestezist. Înrudită cu radiestezia este rabdomanția (din cuvintele grecești rhabdos și manteia) care denumește arta de a ghici viitorul și evenimente cu ajutorul unei baghete.
Radiestezia este un fenomen prin care un sistem viu (vegetal, animal, uman etc.) recepționează prin intermediul pretinselor extrasensibilități ale sale un semnal inforenergetic și reacționează la decodificarea semnalului respectiv, printr-o senzație sau mișcare fizică particulară sau prin stări afectiv-sentimentale specifice. Prin aceste senzații sau mișcări, propria rațiune ar lua act de existența sau inexistența semnalului căutat și a anumitor caracteristici ale generatorului de semnal (aerian, terestru, subteran, subacvatic etc).
Radiestezia este considerată pseudoștiință.

## Istoric
Radiestezia este cunoscută din antichitate, chiar din preistorie. Unii cercetători susțin că picturile și gravurile diferitelor culturi preistorice conțin elemente ce sugerează folosirea unor baghete indicatoare din lemn, drepte sau  în "V" ce se țineau în mână, pe orizontală, pentru orientare. Ulterior materialele s-au diversificat: oase de pești și păsări, metalice.
În China, radiestezia cu bagheta magică pare a fi fost cunoscută cu aproximativ 4000 de ani în urmă. Există un basorelief din anul 147 d.Hr, care-l reprezintă pe Yu, primul împărat al dinastiei Hia (2205-2197 î.Hr), ținând în mână o baghetă unghiulară în forma de „V” pentru cercetarea și descoperirea zăcămintelor de metale. În Orientul Antic, magii și preoții foloseau baghete în activitatea lor. Au fost descoperite în Egipt, în mormintele faraonilor, diferite instrumente de măsură radiestezice, ce dovedesc că tainele acestei arte erau cunoscute și utilizate în cultura egipteană. 
Istoricul Herodot (490-429 î.Hr) face referire la radiestezie, amintind că sciții găseau apă potabilă și minerale cu ajutorul baghetei unghiulare.
Din Roma antică parvin mai multe mărturii ale utilizării radiesteziei, în scopul descoperirii locurilor cu apă sau a prezicerilor, folosind mișcarea pendulului. 
În Evul Mediu, deși radiestezia a fost catalogată drept vrăjitorie, iar cei care o practicau erau aspru pedepsiți, sunt nenumărate relatări despre oameni capabili să găsească apă, minerale sau chiar alte persoane folosind baghete, nuielușe, sau pendule.
La începutul secolului al XVI-lea, minerii din Europa Centrală au folosit vergele fabricate din diferite materiale pentru a detecta zăcăminte metalifere. Tehnica a fost introdusă de ingineri și de mineri și în Anglia din epoca reginei Elisabeta I.
În jurul anului 1890, abatele francez de Bouly sistematizează informațiile despre această metodă și folosește pentru prima dată cuvântul radiestezie. Tot el este cel care creează și primele societăți de radiestezie în Franța. În Rusia se preferă termeni precum biolocație sau biodetecție.

### Radiestezia în România
În România în aceste domeniu, există din cele mai vechi timpuri preocupări teoretice și aplicative, constând din descoperirea surselor de apă, petrol sau aur, prin activitatea tradițională a fântânarilor, găzarilor sau aurarilor. Părintele radiesteziei din România este considerat a fi Inginerul Simu Simeon care s-a ocupat cu poziționarea și determinarea zăcămintelor de petrol din Valea Prahovei pentru compania petrolieră Astra. În perioada 1935 –1940, prin procedee radiestezice, 50 % din depozitele de petrol și aur au fost găsite de către Simu Simeon. În 1940 a publicat primul manual de radiestezie Bagheta unghiulară, în care se specifică principalele metode de investigații, precum și rezultatele practice obținute în prospecția terenurilor petroliere. 
În timpul comunismului, radiestezia în România a fost neglijată, pentru că nu se încadra în concepția materialistă despre lume. În această perioadă se evidențiază totuși activitatea col. dr. ing. Constantin Cojocaru (Spitalul Militar Central), care în 1982 folosea bagheta în formă de „L” și a lui Claudian Dumitriu, care în anul 1988 introduce pentru prima dată în mod oficial termenul de inforenergetică. Tot Claudian Dumitriu, este cel care a inventat ansa radiestezică și raportorul centesimal, instrumentele cel mai des folosite de radiesteziștii din țara noastră . După 1989 radiestezia a cunoscut o puternică dezvoltare. În prezent, este studiată și practicată în cadrul Societății Române de Radiestezie și Inforenergetică.

## Intrumentele radiesteziei
În general, instrumentele radiestezice se bazează pe linii geometrice simple și simetrie.

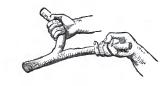
Ramura de alun

- Bagheta: este unealta clasică a fântânarilor și aurarilor. Poate fi naturală sau artificială. Bagheta naturală este din ramură de alun și este modelul cel mai răspândit.  Lemnul de alun este folosit de sute de ani pentru că în stare verde, posedă proprietăți de elasticitate, de suplețe și de rezistență mai mare comparat cu  majoritatea copacilor. Se ține ușor înclinată, fără să atingă solul; în momentul detecției sursei de semnal, ramura începe sa aibă o ușoară mișcare oscilatorie.

Bagheta artificială se realizează din metal, fanoane de balenă, material plastic, fibră de sticlă.

Baghetele sunt de mai multe forme:
- - bifurcată- (în formă de "U" sau de "Y") este cea clasică; este relativ scurtă, 30 - 40 cm.
  - arcuită- este făcută din fier sau aluminiu și are forma literei grecești Omega și o dimensiune mare (mai mult de un metru lungime).
  - buclată- este facută din metal; are forma literei grecești Epsilon și o lungime de aproximativ 70-80 cm
  - cotită- are forma literei "L" și este făcută din fier sau din aramă, având 3-4 mm diametru, cu două ramuri perpendiculare, una scurtă și una lungă. Este considerată bagheta ideală a căutătorului de izvoare și folosită în special în nordul Europei și în SUA.

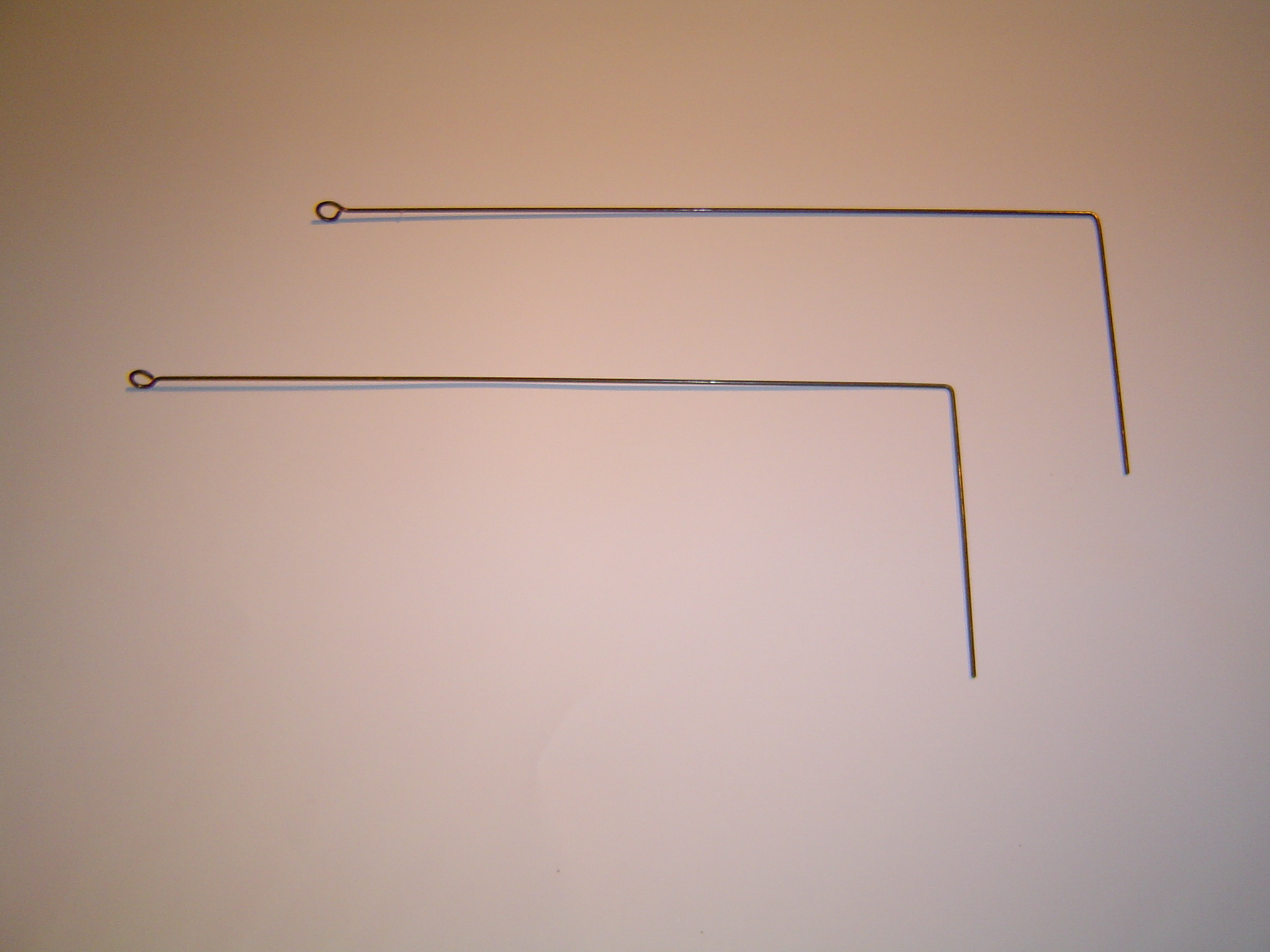
Baghete în formă de „L”

Baghetele cu probe funcționează similar pendulului cu probe. 
- Indicatorul în formă de „V”: (furcuța din lemn, sau bagheta Simu Simeon) a fost folosit de Simu Simeon, atunci cînd a trasat contururile unor zăcăminte de țiței. Este format din două vergele elastice legate la capăt, care se țin orizontal, cu palmele întoarse spre exterior și care basculează în plan vertical, cu o anumită amplitudine. Această amplitudine are anumite semnificații prestabilite de operator.

- Pendulul: a fost denumit sideral de către radiesteziștii francezi în secolul al XVIII-lea. Pendulul sideral este un instrument radiestezic foarte sofisticat, folosit în special în Franța. Există mai multe variante de pendule, printre care cel mai folosit este pendulul cu probe pentru căutarea zăcămintelor de minereuri și petrol, atârnând un eșantion din minereul căutat deasupra unei hărți. Greutatea atârnată poate avea orice formă: sferă, cilindru, con, titirez, spirală etc. Pendulele cu probe pot fi scurte <15cm, sau lungi <80cm, iar după masa corpului suspendat pot fi ușoare, medii sau grele.

Mișcările pendulului pot fi ovoidale sau lineare, spre stânga sau spre dreapta, cu o semnificație prestabilită de operator. Creșterea amploarei mișcărilor de oscilație are semnificația apropierii de sursa de semnal, iar micșorarea acesteia, îndepărtarea de sursa de semnal.
- Toiagul este unul dintre primele instrumente radiestezice. Se folosește în explorări de teren.

- Rigla Turenne este o riglă centezimală, cu 2 talere la capete. Se folosește pentru compararea a două bucăți de minereu. A fost inventată de contele de Turenne.

- Ansa cu raportor: este un instrument nou de radiestezie apărut în 1977.  Ansa poate fi confecționată din oțel, cupru, alamă, argint etc. În prezent este considerat cel mai performant instrument.

- Morișca inductoare este un instrument radiestezic mai puțin folosit. Constă într-un stativ pe care se așează un ac, iar pe acesta este o elice într-un echilibru foarte precar.
- Compensatorul Maury  este foarte puțin cunoscut. Practic, este un pupitru la care lucrează un operator care își plimbă mâna deasupra unei zone izolate cu cauciuc.

## Studii științifice
Au existat multe investigații cu scopul evaluării credibilității radiesteziei. Rezultatele pozitive au fost în general obținute în cadrul unor teste neoficiale, fără respectarea standardelor științifice.

### Sydney
Unul din primele teste științifice a fost efectuat în Sydney, Australia, în 1980. Testele au fost supervizate de James Randi și Dick Smith, care au și oferit un premiu de 40.000 USD primului participant care să aibă succes. Au fost testați șaisprezece candidați, care au declarat că se așteaptă la o rată de succes de 92 %. Au fost făcute 111 teste, din care doar 15 % au putut identifica prezența apei, procent similar încercărilor aleatoare. În prezent acest premiu este de 1 milion de dolari, la care au candidat deja sute de radiesteziști. Până acum însă nici unul dintre aceștia nu a reșit să dovedească vreo abilitate obiectivă în acest domeniu.

### München
Cel mai extins studiu științific de până acum a fost realizat la München, Germania, în anii 1987 și 1988. Au fost testați mai mult de 500 de radiesteziști în peste 10.000 de teste „dublu-orb”. Nici în aceste teste rezultatele obținute nu au fost semnificative din punct de vedere statistic.

## Vezi și
- Flacăra violetă
- Geobiologie
- Inforenergetică
- Magnetism
- Medicină complementară și alternativă
- Parapsihologie
- Prezicere
- Pseudoștiință
- Rețea Hartmann

## Literatură suplimentară
- Constantin Cojocaru: Radiestezie activă, Fundația Mirabilis, 1998
- Claudian Dumitriu: Manual de inforenergetică, Editura Fundației de Inforenergetică „Sfântul Apostol Andrei”, 2008
- Jean-Louis Crozier, Jacques Mandorla: Inițiere în radiestezie. Uimitoarele puteri ale baghetei și pendulului, Editura Paralela 45, 2008;
- Cristian și Miriam Dikol: Manual de radiestezie, Editura  Esoteris, 2005;
- Aliodor Manolea: Minunatul univers al pendulului sideral, Editura Aldomar, 1998;
- Juan Echenique Persico: Puterea pendulului, Editura Teora, 2007;
- Dumitru Hristenco: Radiestezia, Editura Teora, 2007;
- Radiestezia pentru toți, Editura Teora, 2006;
- Claudian Dumitriu: Suport de curs radiestezie, Editura Fundației de Inforenergetică ”Sfântul Apostol Andrei”
- Constantin Gheorghiță: Info Reiki

### Sceptici
- James Randi despre radiestezie
- Testul australian al radiesteziei Arhivat în 18 iunie 2005, la Wayback Machine.

- CSICOP (Eșecul experimentului din Munchen) Arhivat în 1 iulie 2008, la Wayback Machine.
- Un test al pretențiilor radiesteziei Arhivat în 14 august 2007, la Wayback Machine.